# 세노우에 준
세노우에 준(일본어: 瀬上純, 1970년 8월 2일 ~ )은 일본의 게임 음악 작곡가이다. 주로 세가의 소닉 시리즈 음악을 주로 작곡하였으며, 2000년대 이후 조니 조엘리와 함께 음악 그룹 크러시 포티를 결성하여 활동중이다.